# Weißwurstäquator
Le Weißwurstäquator, — littéralement : « équateur de la saucisse blanche » —, est une expression utilisée en Allemagne pour désigner la frontière culturelle entre le sud (principalement la Bavière) et le centre et le nord du pays.
Il existe également au sein même de la Bavière et sur un mode comparable, une frontière imaginaire englobant une zone de 100 kilomètres de rayon autour de Munich et la séparant du reste du pays. On parle alors de Münchner Weißwurst, la « saucisse munichoise », qui a été créée dans cette ville. Cette expression humoristique fait référence à la consommation de ce type de saucisse dans le sud du pays, une spécialité culinaire qui est souvent dénigrée dans le nord du pays.
Le Weisswurstäquator est plus ou moins parallèle à une autre frontière linguistique, située à une bonne centaine de kilomètres plus au nord, la ligne de Benrath, censée marquer la séparation entre les dialectes du bas-allemand au nord, et les dialectes du moyen-allemand, au centre de l'Allemagne.